# Guy Guillabert
Guy Guillabert (28. januar 1931 - 4. september 2009) var en fransk roer.
Guillabert vandt en bronzemedalje for Frankrig ved OL 1956 i Melbourne i disciplinen firer uden styrmand. René Guissart, Gaston Mercier og Yves Delacour udgjorde resten af besætningen. Franskmændene fik bronze efter en finale, hvor Canada vandt guld, mens USA tog sølvmedaljerne. Det var det eneste OL han deltog i.

## OL-medaljer
- 1956:  Bronze i firer uden styrmand